# مقاطعة كامببيل (كنتاكي)
مقاطعة كامببيل (بالإنجليزية: Campbell County)‏ هي إحدى المقاطعات في ولاية كنتاكي في الولايات المتحدة الأمريكية.

## أعلام
- سام أش
- والاس ويست